# Посольство России в Ватикане
Посольство России в Ватикане — официальное дипломатическое представительство Российской Федерации в государстве Ватикан. Располагается в Риме по адресу: Виа делла Кончилиационе (итал. Via della Conciliazion) 10, int.2.
Возглавляет посольство Чрезвычайный и Полномочный Посол Российской Федерации в Ватикане Солтановский Иван Дмитриевич.

## История отношений
История дипломатических связей Святого Престола с Российским государством в значительной мере обусловлена взаимоотношениями православия и католицизма.
Влияние этих разногласий подтверждается фактом провала устройства визита в СССР и Россию папы Иоанна Павла ІІ по причине противодействия Русской православной церкви, хотя политическая воля государственных деятелей была.

## Послы государств
| Период                       | Посол России при Святом Престоле                                          | Период                          | Представитель Святого Престола в России |
| ---------------------------- | ------------------------------------------------------------------------- | ------------------------------- | --------------------------------------- |
| 1990—1995                    | посол Ю. Е. Карлов                                                        | 1990—1995                       | архиепископ Франческо Коласуонно        |
| 1995—1996                    | посол В. В. Костиков                                                      | 1995—2000                       | архиепископ Джон Буковски               |
| 1996—2001                    | посол Г. В. Уранов                                                        | 1995—2000                       | архиепископ Джон Буковски               |
| 1996—2001                    | посол Г. В. Уранов                                                        | 2000—2002                       | архиепископ Георг Цур                   |
| 2001—2005                    | посол В. Я. Литвин                                                        | 2000—2002                       | архиепископ Георг Цур                   |
| 2001—2005                    | посол В. Я. Литвин                                                        | 2003—2011                       | архиепископ Антонио Меннини             |
| август 2005—2013             | посол Н. И. Садчиков, с 31 мая 2010 года Чрезвычайный и Полномочный Посол | 2003—2011                       | архиепископ Антонио Меннини             |
| август 2005—2013             | посол Н. И. Садчиков, с 31 мая 2010 года Чрезвычайный и Полномочный Посол | 19 февраля 2011—13 февраля 2016 | архиепископ Иван Юркович                |
| 11 января 2013 — 16 мая 2023 | Чрезвычайный и Полномочный Посол А. А. Авдеев                             | 19 февраля 2011—13 февраля 2016 | архиепископ Иван Юркович                |
| 11 января 2013 — 16 мая 2023 | Чрезвычайный и Полномочный Посол А. А. Авдеев                             | 28 мая 2016—11 января 2020      | архиепископ Челестино Мильоре           |
| с 16 мая 2023                | Чрезвычайный и Полномочный Посол И. Д. Солтановский                       | с 1 июня 2021                   | архиепископ Джованни Д’Аньелло          |